# 157 (tal)
157 är det naturliga talet som följer 156 och som följs av 158.

## Inom vetenskapen
- 157 Dejanira, en asteroid

## Inom matematiken
- 157 är ett udda tal
- 157 är ett primtal
- 157 är ett latmirp